# 1996 ITC Hockenheim-1 round
Il 1996 ITC Hockenheim-1 round è stata la prima prova dell'International Touring Car Championship del 1996. Si è tenuta il 14 aprile nel circuito di Hockenheim.
Come di consueto l'evento si è disputato su due gare. La prima fu vinta da Manuel Reuter, alla guida di una Opel Calibra partendo dalla quarta posizione, mentre la seconda gara fu vinta da Jan Magnussen, alla guida di una Mercedes-Benz W202, partendo in seconda posizione.

## Classifica

### Qualifiche[1]
| Pos. | No. | Pilota               | Auto                 | Team                                   | Tempo    | Gruppo | Grid |
| ---- | --- | -------------------- | -------------------- | -------------------------------------- | -------- | ------ | ---- |
| 1    | 5   | Nicola Larini        | Alfa Romeo 155 V6 TI | Martini Alfa Corse                     | 1:00.133 | A      | 1    |
| 2    | 6   | Alessandro Nannini   | Alfa Romeo 155 V6 TI | Martini Alfa Corse                     | 1:00.134 | A      | 2    |
| 3    | 14  | Giancarlo Fisichella | Alfa Romeo 155 V6 TI | TV Spielfilm Alfa Corse                | 1:00.725 | A      | 3    |
| 4    | 7   | Manuel Reuter        | Opel Calibra V6 4x4  | Joest Racing Opel                      | 1:00.755 | A      | 4    |
| 5    | 3   | Jan Magnussen        | Mercedes C-Class     | Warsteiner Mercedes-AMG                | 1:00.775 | A      | 5    |
| 6    | 15  | Christian Danner     | Alfa Romeo 155 V6 TI | TV Spielfilm Alfa Corse                | 1:00.966 | A      | 6    |
| 7    | 1   | Bernd Schneider      | Mercedes C-Class     | D2 Mercedes-AMG                        | 1:01.000 | A      | 7    |
| 8    | 44  | Hans-Joachim Stuck   | Opel Calibra V6 4x4  | Team Rosberg Opel                      | 1:01.302 | A      | 8    |
| 9    | 17  | Klaus Ludwig         | Opel Calibra V6 4x4  | Zakspeed Opel                          | 1:01.360 | A      | 9    |
| 10   | 24  | Yannick Dalmas       | Opel Calibra V6 4x4  | Joest Racing Opel                      | 1:01.492 | A      | 10   |
| 11   | 2   | Dario Franchitti     | Mercedes C-Class     | D2 Mercedes-AMG                        | 1:00.889 | B      | 11   |
| 12   | 11  | Jörg van Ommen       | Mercedes C-Class     | UPS Mercedes-AMG                       | 1:01.052 | B      | 12   |
| 13   | 43  | JJ Lehto             | Opel Calibra V6 4x4  | Team Rosberg Opel                      | 1:01.127 | B      | 13   |
| 14   | 10  | Michael Bartels      | Alfa Romeo 155 V6 TI | Jägermeister JAS Motorsport Alfa Romeo | 1:01.189 | B      | 14   |
| 15   | 9   | Stefano Modena       | Alfa Romeo 155 V6 TI | JAS Motorsport Alfa Romeo              | 1:01.482 | B      | 15   |
| 16   | 16  | Uwe Alzen            | Opel Calibra V6 4x4  | Zakspeed Opel                          | 1:01.559 | B      | 16   |
| 17   | 18  | Gabriele Tarquini    | Alfa Romeo 155 V6 TI | JAS Motorsport Alfa Romeo              | 1:01.912 | B      | 17   |
| 18   | 4   | Alexander Grau       | Mercedes C-Class     | Warsteiner Mercedes-AMG                | 1:02.045 | B      | 18   |
| 19   | 22  | Bernd Mayländer      | Mercedes C-Class     | Persson Motorsport                     | 1:02.177 | B      | 19   |
| 20   | 8   | Oliver Gavin         | Opel Calibra V6 4x4  | Joest Racing Opel                      | 1:02.387 | B      | 20   |
| 21   | 21  | Ellen Lohr           | Mercedes C-Class     | Persson Motorsport                     | 1:02.477 | B      | 21   |
| 22   | 25  | Alexander Wurz       | Opel Calibra V6 4x4  | Joest Racing Opel                      | 1:03.263 | B      | 22   |
| 23   | 13  | Gianni Giudici       | Alfa Romeo 155 V6 TI | Giudici Motorsport                     | 1:04.660 | B      | 23   |
| 24   | 12  | Kurt Thiim           | Mercedes C-Class     | UPS Mercedes-AMG                       | no time  | B      | 24   |
| 25   | 19  | Jason Watt           | Alfa Romeo 155 V6 TI | Bosch JAS Motorsport Alfa Romeo        | no time  | B      | 25   |

### Prima gara[2]
La gara iniziò con Larini e Nannini in testa, seguiti da Reuter, Magnussen, Fisichella e Danner. Al terzo giro, a causa di una perdita di benzina, si sviluppò un principio di incendio sulla Alfa Romeo di Stefano Modena, che fu costretto a ritirarsi. Al 20º giro, in seguito ad un tamponamento da parte di Uwe Alzen alla curva Sachs, Gabriele Tarquini sbatté contro le barriere.
Al 25º giro Larini fu costretto ad andare ai box per sostituire gli pneumatici molto usurati, perdendo diverse posizioni. Nannini raggiunse così la prima posizione ma, trovandosi anche lui in difficoltà con gli pneumatici, venne superato da Reuter. Un giro dopo anche Nannini rientrò ai box per cambiare le gomme. Entrambe le auto del team Martini Alfa Corse erano partite con gomme morbide. 
La gara si concluse con Reuter in prima posizione, seguito da Magnussen, Franchitti, Schneider, Stuck, Grau, Fisichella, Alzen, Lohr e Nannini.
| Pos. | No. | Pilota               | Auto                 | Team                                  | Giri | Tempo/Ritiro | Griglia | Punti |
| ---- | --- | -------------------- | -------------------- | ------------------------------------- | ---- | ------------ | ------- | ----- |
| 1    | 7   | Manuel Reuter        | Opel Calibra V6 4x4  | Joest Racing Opel                     | 38   | 40:19.433    | 4       | 20    |
| 2    | 3   | Jan Magnussen        | Mercedes C-Class     | Warsteiner Mercedes-AMG               | 38   | +0.709       | 5       | 15    |
| 3    | 2   | Dario Franchitti     | Mercedes C-Class     | D2 Mercedes-AMG                       | 38   | +6.579       | 11      | 12    |
| 4    | 1   | Bernd Schneider      | Mercedes C-Class     | D2 Mercedes-AMG                       | 38   | +7.707       | 7       | 10    |
| 5    | 44  | Hans-Joachim Stuck   | Opel Calibra V6 4x4  | Team Rosberg Opel                     | 38   | +19.042      | 8       | 8     |
| 6    | 4   | Alexander Grau       | Mercedes C-Class     | Warsteiner Mercedes-AMG               | 38   | +19.458      | 18      | 6     |
| 7    | 14  | Giancarlo Fisichella | Alfa Romeo 155 V6 TI | TV Spielfilm Alfa Corse               | 38   | +36.238      | 3       | 4     |
| 8    | 16  | Uwe Alzen            | Opel Calibra V6 4x4  | Zakspeed Opel                         | 38   | +42.486      | 16      | 3     |
| 9    | 21  | Ellen Lohr           | Mercedes C-Class     | Persson Motorsport                    | 38   | +44.401      | 21      | 2     |
| 10   | 6   | Alessandro Nannini   | Alfa Romeo 155 V6 TI | Martini Alfa Corse                    | 38   | +46.309      | 2       | 1     |
| 11   | 5   | Nicola Larini        | Alfa Romeo 155 V6 TI | Martini Alfa Corse                    | 38   | +47.848      | 1       |       |
| 12   | 12  | Kurt Thiim           | Mercedes C-Class     | UPS Mercedes-AMG                      | 38   | +1:01.190    | 24      |       |
| 13   | 15  | Christian Danner     | Alfa Romeo 155 V6 TI | TV Spielfilm Alfa Corse               | 37   | +1 giro      | 6       |       |
| 14   | 10  | Michael Bartels      | Alfa Romeo 155 V6 TI | Jägermeiser JAS Motorsport Alfa Romeo | 37   | +1 giro      | 14      |       |
| 15   | 43  | JJ Lehto             | Opel Calibra V6 4x4  | Team Rosberg Opel                     | 37   | +1 giro      | 13      |       |
| Ret  | 17  | Klaus Ludwig         | Opel Calibra V6 4x4  | Zakspeed Opel                         | 31   | Ritiro       | 9       |       |
| Ret  | 8   | Oliver Gavin         | Opel Calibra V6 4x4  | Joest Racing Opel                     | 22   | Ritiro       | 20      |       |
| Ret  | 18  | Gabriele Tarquini    | Alfa Romeo 155 V6 TI | JAS Motorsport Alfa Romeo             | 19   | Ritiro       | 17      |       |
| Ret  | 25  | Alexander Wurz       | Opel Calibra V6 4x4  | Joest Racing Opel                     | 19   | Ritiro       | 22      |       |
| Ret  | 11  | Jörg van Ommen       | Mercedes C-Class     | UPS Mercedes-AMG                      | 19   | Ritiro       | 12      |       |
| Ret  | 24  | Yannick Dalmas       | Opel Calibra V6 4x4  | Joest Racing Opel                     | 12   | Ritiro       | 10      |       |
| Ret  | 22  | Bernd Mayländer      | Mercedes C-Class     | Persson Motorsport                    | 11   | Ritiro       | 19      |       |
| Ret  | 13  | Gianni Giudici       | Alfa Romeo 155 V6 TI | Giudici Motorsport                    | 9    | Ritiro       | 23      |       |
| Ret  | 19  | Jason Watt           | Alfa Romeo 155 V6 TI | Bosch JAS Motorsport Alfa Romeo       | 8    | Ritiro       | 25      |       |
| Ret  | 9   | Stefano Modena       | Alfa Romeo 155 V6 TI | JAS Motorsport Alfa Romeo             | 3    | Incendio     | 15      |       |

### Seconda gara[3]
| Pos. | No. | Pilota               | Auto                 | Team                            | Giri | Tempo/Ritiro  | Griglia | Punti |
| ---- | --- | -------------------- | -------------------- | ------------------------------- | ---- | ------------- | ------- | ----- |
| 1    | 3   | Jan Magnussen        | Mercedes C-Class     | Warsteiner Mercedes-AMG         | 38   | 39:53.165     | 2       | 20    |
| 2    | 1   | Bernd Schneider      | Mercedes C-Class     | D2 Mercedes-AMG                 | 38   | +1.588        | 4       | 15    |
| 3    | 7   | Manuel Reuter        | Opel Calibra V6 4x4  | Joest Racing Opel               | 38   | +10.674       | 1       | 12    |
| 4    | 2   | Dario Franchitti     | Mercedes C-Class     | D2 Mercedes-AMG                 | 38   | +11.028       | 3       | 10    |
| 5    | 4   | Alexander Grau       | Mercedes C-Class     | Warsteiner Mercedes-AMG         | 38   | +16.465       | 6       | 8     |
| 6    | 16  | Uwe Alzen            | Opel Calibra V6 4x4  | Zakspeed Opel                   | 38   | +16.924       | 8       | 6     |
| 7    | 44  | Hans-Joachim Stuck   | Opel Calibra V6 4x4  | Team Rosberg Opel               | 38   | +34.193       | 5       | 4     |
| 8    | 12  | Kurt Thiim           | Mercedes C-Class     | UPS Mercedes-AMG                | 38   | +42.206       | 12      | 3     |
| 9    | 11  | Jörg van Ommen       | Mercedes C-Class     | UPS Mercedes-AMG                | 38   | +44.782       | 20      | 2     |
| 10   | 14  | Giancarlo Fisichella | Alfa Romeo 155 V6 TI | TV Spielfilm Alfa Corse         | 38   | +49.670       | 7       | 1     |
| 11   | 24  | Yannick Dalmas       | Opel Calibra V6 4x4  | Joest Racing Opel               | 38   | +49.877       | 21      |       |
| 12   | 5   | Nicola Larini        | Alfa Romeo 155 V6 TI | Martini Alfa Corse              | 38   | +1:05.023     | 11      |       |
| 13   | 6   | Alessandro Nannini   | Alfa Romeo 155 V6 TI | Martini Alfa Corse              | 37   | +1 giro       | 10      |       |
| 14   | 10  | Michael Bartels      | Alfa Romeo 155 V6 TI | TV Spielfilm Alfa Corse         | 37   | +1 giro       | 14      |       |
| 15   | 13  | Gianni Giudici       | Alfa Romeo 155 V6 TI | Giudici Motorsport              | 35   | +3 giri       | 23      |       |
| Ret  | 25  | Alexander Wurz       | Opel Calibra V6 4x4  | Joest Racing Opel               | 32   | Ritiro        | 19      |       |
| Ret  | 21  | Ellen Lohr           | Mercedes C-Class     | Persson Motorsport              | 19   | Ritiro        | 9       |       |
| Ret  | 43  | JJ Lehto             | Opel Calibra V6 4x4  | Team Rosberg Opel               | 16   | Ritiro        | 15      |       |
| Ret  | 22  | Bernd Mayländer      | Mercedes C-Class     | Persson Motorsport              | 8    | Ritiro        | 22      |       |
| Ret  | 19  | Jason Watt           | Alfa Romeo 155 V6 TI | Bosch JAS Motorsport Alfa Romeo | 8    | Ritiro        | 24      |       |
| Ret  | 15  | Christian Danner     | Alfa Romeo 155 V6 TI | TV Spielfilm Alfa Corse         | 3    | Ritiro        | 13      |       |
| DNS  | 17  | Klaus Ludwig         | Opel Calibra V6 4x4  | Zakspeed Opel                   |      | Did not start | 16      |       |
| DNS  | 8   | Oliver Gavin         | Opel Calibra V6 4x4  | Joest Racing Opel               |      | Did not start | 17      |       |
| DNS  | 18  | Gabriele Tarquini    | Alfa Romeo 155 V6 TI | JAS Motorsport Alfa Romeo       |      | Did not start | 18      |       |
| DNS  | 9   | Stefano Modena       | Alfa Romeo 155 V6 TI | JAS Motorsport Alfa Romeo       |      | Did not start | 25      |       |